# ولفگانگ پیترس
ولفگانگ پیترس (به آلمانی: Wolfgang Peters) بازیکن فوتبال و مدافع اهل آلمان است که از سال ۱۹۵۷ میلادی عضو تیم ملی فوتبال آلمان بوده‌است. وی در ۱ بازی ملی حضور داشته است و آخرین بازی ملی خود را در سال ۱۹۵۷ میلادی انجام داد. ولفگانگ پیترس در بازی‌های ملی‌اش گلی به ثمر نرساند.